# Norbert Pallua
Norbert Pallua (* 21. Januar 1952 in Bruneck, Südtirol) war bis zum 31. Juli 2017 Direktor der Klinik für Plastische Chirurgie, Hand- und Verbrennungschirurgie des  Universitätsklinikums Aachen und Inhaber einer C4-Professur für Plastische Chirurgie, Hand- und Verbrennungschirurgie.

## Leben und Wirken
Nach der Matura 1971 in Bruneck studierte Pallua von 1971 bis 1979 Medizin in Innsbruck und Wien mit einer 18-monatigen Unterbrechung durch den Wehrdienst im italienischen Heer. 1979 wurde er an der Universität Wien zum „Dr. med. univ.“ promoviert, und 1980 erhielt er zusätzlich zur österreichischen die italienische Approbation als Arzt.
Seine klinische Ausbildung erfolgte 1980 bis 1989 am Rudolf-Virchow-Krankenhaus in Berlin mit der Weiterbildung zum Facharzt für Chirurgie sowie anschließend ab 1989 an der Medizinischen Hochschule Hannover (MHH), die 1992 mit der Anerkennung der Teilgebietsbezeichnung Plastische Chirurgie formal abgeschlossen war. Während der Weiterbildung in Berlin promovierte er 1988 mit der Dissertation Risiko und Prognose der aortokoronaren Venenbypassoperation beim siebzigjährigen Patienten an der Freien Universität. 1995 erhielt er für seine 1994 an der MHH vorgelegte Habilitationsschrift Die systemische Entzündungsreaktion nach schwerem Verbrennungstrauma und ihre Bedeutung für die Entwicklung der Sepsis – Das pathogene Potential von Interleukin-6 bei der systemischen Entzündungsreaktion im murinen Verbrennungs-Sepsis-Modell die Lehrberechtigung für plastische Chirurgie.
Er verblieb bis 1997 in Hannover, wo er zuletzt als leitender Oberarzt wirkte, bis er 1997 als Ordentlicher Professor die Stelle des Direktors der Klinik für Plastische, Hand- und Verbrennungschirurgie am Universitätsklinikum der RWTH Aachen antrat. 2017 schied er dort altersbedingt aus. Er war Vizepräsident der Deutschen Gesellschaft für Plastische, Rekonstruktions- und Ästhetische Chirurgie.
Seitdem ist Pallua ausschließlich in seiner 2009 in Düsseldorf eröffneten Privatpraxis tätig.

## Arbeitsschwerpunkte
Schwerpunkte der klinischen und wissenschaftlichen Arbeit Palluas sind die rekonstruktive Chirurgie des Kopf-und-Hals-Bereiches und der weiblichen Brust beispielsweise nach Tumoroperationen. In diesem Zusammenhang forschte er an der Verwendung von Fettgewebe-Transplantationen für den Gewebeaufbau.